# Vriesea paraibica
Vriesea paraibica là một loài thuộc chi Vriesea. Đây là loài đặc hữu của Brasil.